# Златокос капуцин
Златокос капуцин (Cebus flavius) е вид примат от семейство Капуцинови (Cebidae). Видът е критично застрашен от изчезване.

## Разпространение и местообитание
Разпространен е в Бразилия (Алагоас, Параиба и Пернамбуко).
Обитава гористи местности, крайбрежия, плажове, блата, мочурища и тресавища.

## Описание
Популацията на вида е намаляваща.